# Гарбузоголовий (фільм)
«Гарбузоголо́вий» (англ. Pumpkinhead) — американський фільм жахів 1988 року. Режисерський дебют художника зі спецефектів Стена Вінстона.

## Синопсис
Після трагічної смерті сина вбитий горем батько, за допомогою місцевої відьми, викликає величезного демона на ім'я Гарбузголовий, щоб помститися групі підлітків.

## У ролях
| Актор                | Роль           |
| -------------------- | -------------- |
| Ленс Генріксен       | Ед Гарлі       |
| Том Вудрафф молодший | Гарбузоголовий |
| Джон Д'Акіно         | Джоел          |
| Джефф Іст            | Кріс           |
| Керрі Ремсен         | Меггі          |
| Мадлен Тейлор Холмс  | відьма         |
| Джордж «Бак» Флауер  | містер Воллес  |
| Маїм Бялік           | Крістін Воллес |

## Виробництво
Фільм був натхненний однойменним віршем Еда Джастіна. Компанія De Laurentiis Entertainment Group надіслала Стену Вінстону сценарій, очікуючи, що він займеться спецефектами, але Вінстон побачив у цьому проєкті можливість для свого режисерського дебюту. Досвід Вінстона в створенні фантастичних істот для фільмів дозволив ощадливо використовувати невеличкий бюджет в 3 мільйони доларів. Знімання відбувалося у Лос-Анджелесі, Каліфорнія.

## Випуск
Фільм вийшов в обмежений кінотеатральний прокат у США компанією United Artists у жовтні 1988 року і повторно в січні 1989 року. Загалом він зібрав 4 385 516 доларів у домашньому прокаті.
Фільм вийшов на VHS у США завдяки компанії MGM/UA Home Entertainment у травні 1989. MGM випустила фільм на DVD двічі: у 2000 році у стандартному виданні та у 2008 році у ювілейному виданні до 20-ї річниці з аудіокоментарями. На Blu-ray вийшов у вересні 2014 року.

## Зовнішні посилання
- Pumpkinhead на сайті IMDb (англ.)
- Pumpkinhead на сайті AllMovie (англ.)
- Pumpkinhead на сайті Rotten Tomatoes (англ.)